# All Time Low
All Time Low er et amerikansk pop-punk band fra Lutherville-Timonium, Maryland.

## Medlemmer
- Alexander William Gaskarth – Sanger, Guitarist
- Jack Bassam Barakat – Guitarist, Baggrundssanger
- Robert Rian Dawson – Trommer
- Zachary Steven Merrick – Bassist, Baggrundssanger

## Diskografi
Albums
- The Party Scene (2005)
- So Wrong, It's Right (2007)
- Nothing Personal (2009)
- Dirty Work (2011)
- Don't Panic (2012)
- Don't Panic: It's Longer Now! (2013)
- Future Hearts (2015)
- "Last Young Renegade (2017)"

EPs
- The Three Words To Remember In Dealing With The End (2004)
- Put Up Or Shut Up (2006)
- All Time Low Live EP  (2009)

Singler
- Circles (2005)
- The Girl's A Straight-Up Hustler (2006)
- Coffee Shop Soundtrack (2006)
- Six Feet Under The Stars (2007)
- Dear Maria, Count Me In (2008)
- Poppin' (2008)
- Weightless (2009)
- Damned if I Do Ya (Damned if I Don't) (2009)
- I Feel Like Dancin (2011)